# Kupinince
Kupinince (cyr. Купининце) – wieś w Serbii, w okręgu pczyńskim, w mieście Vranje. W 2011 roku liczyła 104 mieszkańców.